# البطولات الفرنسية 1936 (كرة مضرب)
قائمة بالبطولات الفرنسية لعام 1936 (و المعروفة الآن باسم دورة رولان غاروس) :

## الكبار

### فردي رجال
```
جوتفراد فون كرام هزم 
 فريد ج. بيري، النتيجة:6-0 2-6 6-2 2-6 6-0
```

### فردي سيدات
```
هايلد سبيرلنغ هزمت 
 سايمون ماثيو، النتيجة:6-3 6-4
```